# Theatrum anatomico-chirurgicum
Theatrum anatomico-chirurgicum var 1736–1785 en anatomisk teater i Köpenhamn.
I Danmark öppnades den första anatomiska teatern, Domus Anatomica, 1644. Denna brann ned vid den stora eldsvådan i Köpenhamn 1728, och först 1740 fick Köpenhamns universitet en ny anatomikammare i den byggnad, som kallades auditorium och låg där, det nu finns vestibul och solennitetssalar. Där fanns bara två rum, ett för dissektioner och ett för samlingar. År 1699 omtalas en anatomisal för kirurgerna i Admiralgade. 
År 1736 inrättades Theatrum anatomico-chirurgicum, en läroanstalt för kirurgerna. Byggnaden låg på Købmagergade mellan Hofapoteket, som låg mitt emot Silkegade, och Amagertorv. Där fanns tre rum, varav det största var amfiteatern. Mitt på golvet stod ett "anatomiskt bord", till höger om entrén fanns en amfiteater, där det fanns plats till 200 personer; dessutom fanns i detta stora rum flera skåp med glasdörrar för anatomiska preparat. I det andra rummet fanns samlingarna, i det tredje biblioteket. Denna byggnad övergavs efter inrättandet av Det Kongelige Kirurgiske Akademi 1785, till vilket uppfördes den ännu existerende byggnaden på Bredgade, där det förutom amfiteater fanns talrika stora rum för dissektioner och samlingar. 